# ClubJenna
ClubJenna, Inc. ist eine Multi-Media-Pornofilmgesellschaft mit Sitz in Scottsdale, Arizona. Sie wurde 2000 von der Pornodarstellerin Jenna Jameson und Jay Grdina, der als Darsteller unter dem Namen Justin Sterling bekannt ist, gegründet.
Die Gesellschaft besteht aus einem Filmproduktionsgeschäft, einem Netzwerk von Webseiten sowie einem Pay-TV-Kabelsender, der über Dish Network und DirecTV abgerufen werden kann. Zu den bekanntesten bei ClubJenna erschienenen Filmen zählen die Werke I Dream of Jenna, Bella Loves Jenna, Briana Loves Jenna und das 2004 veröffentlichte Remake des Films The Masseuse. Am 22. Juni 2006 verkündete Playboy Enterprises den Kauf der Gesellschaft.

## Darsteller
Das Studio hatte folgende Darsteller unter Vertrag: Jenna Jameson, Krystal Steal, McKenzie Lee, Jesse Capelli, Brea Bennett und Roxy Jezel. 

## Auszeichnungen
- 2008: AVN Award „Best On-Line Marketing Campaign - Company Image“
- 2007: AVN Award „Best Overall Marketing Campaign - Company Image“
- 2006: AVN Award „Best Overall Marketing Campaign - Company Image“
- 2005: AVN Award „Best Overall Marketing Campaign - Company Image“

## Ausgewählte Filme
- I Dream of Jenna 2 (2003) mit Jenna Jameson
- I Dream of Jenna (2002): AVN Award „Best All-Girl Sex Scene (Video)“ (Jenna Jameson, Nikita Denise und Autumn)
- Bella Loves Jenna (2004) mit Belladonna: AVN Award 2005 „Best Editing Video“ - Justin Sterling, AVN Award 2005 „Best Special Effects“, AVN Award „Best Video Feature“
- Briana Loves Jenna (2001) mit Briana Banks
- Krystal Method (2004) mit Krystal Steal
- Janine Loves Jenna (2004) mit Janine Lindemulder: AVN Award 2008 „Best Packaging“
- Jenna Loves Kobe (2004) mit Kobe Tai
- Steal Runway (2004) mit Krystal Steal
- The Masseuse (2004) mit Jenna Jameson: AVN Award 2005 „Best Film“, „Beste Darstellerin (Film)“ (Jenna Jameson), „Beste Sexszene eines Paares (Film)“ (Jenna Jameson und Justin Sterling), „Beste lesbische Sexszene (Film)“ (Jenna Jameson und Savanna Samson)
- Jenna Loves Pain (2005)
- Sophia Syndrome (2005) mit Sophia Rossi
- Jenna´s Provocateur (2006)
- Krystal Therapy (2006)
- Sophia´s Private Lies (2006)
- Sophia Revealed (2006)
- Roxy Loves Pain (2006) mit Roxy Jezel